# Úrvalsdeild 2013
Het seizoen 2013 was het 102de seizoen dat om het landskampioenschap van IJsland in het voetbal werd gestreden. FH Hafnarfjörður trad aan als titelverdediger, maar zag de titel dit jaar voor de 26ste keer naar KR Reykjavik gaan. 

## Eindstand
| №  | Club                 | WG | W  | G | V  | DV | DT | +/– | Punten |
| -- | -------------------- | -- | -- | - | -- | -- | -- | --- | ------ |
|    | KR Reykjavík         | 22 | 17 | 1 | 4  | 50 | 27 | +23 | 52     |
| 2  | FH Hafnarfjörður     | 22 | 14 | 5 | 3  | 47 | 22 | +25 | 47     |
| 3  | Stjarnan Garðabær    | 22 | 13 | 4 | 5  | 34 | 25 | +9  | 43     |
| 4  | Breiðablik Kópavogur | 22 | 11 | 6 | 5  | 37 | 27 | +10 | 39     |
| 5  | Valur Reykjavík      | 22 | 8  | 9 | 5  | 45 | 31 | +14 | 33     |
| 6  | ÍB Vestmannaeyja     | 22 | 8  | 5 | 9  | 26 | 28 | –2  | 29     |
| 7  | Fylkir Reykjavík     | 22 | 7  | 5 | 10 | 33 | 33 | 0   | 26     |
| 8  | Þór Akureyri         | 22 | 6  | 6 | 10 | 31 | 44 | –13 | 24     |
| 9  | ÍB Keflavík          | 22 | 7  | 3 | 12 | 33 | 47 | –14 | 24     |
| 10 | Fram Reykjavík       | 22 | 6  | 4 | 12 | 26 | 37 | –11 | 22     |
| 11 | UMF Víkingur         | 22 | 3  | 8 | 11 | 21 | 35 | –14 | 17     |
| 12 | ÍA Akranes           | 22 | 3  | 2 | 17 | 29 | 56 | –27 | 11     |

|  | Geplaatst voor 2de kwalificatieronde UEFA Champions League 2014/15 |
|  | Geplaatst voor 1ste kwalificatieronde UEFA Europa League 2014/15   |
|  | Degradatie naar 1. deild karla                                     |

## Statistieken

### Topscorers
- In onderstaand overzicht zijn alleen de spelers opgenomen met tien of meer treffers achter hun naam.

| 1 | Atli Viðar Björnsson      | FH Hafnarfjörður | 13 |
| 1 | Viðar Örn Kjartansson     | Fylkir Reykjavík | 13 |
| 1 | Gary Martin               | KR Reykjavik     | 13 |
| 4 | Chukwudi Chijindu         | Þór Akureyri     | 10 |
| 4 | Hólmbert Aron Friðjónsson | Fram Reykjavík   | 10 |

1912 · 1913 · 1914 · 1915 · 1916 · 1917 · 1918 · 1919 · 1920 · 1921 · 1922 · 1923 · 1924 · 1925 · 1926 · 1927 · 1928 · 1929 · 1930 · 1931 · 1932 · 1933 · 1934 · 1935 · 1936 · 1937 · 1938 · 1939 · 1940 · 1941 · 1942 · 1943 · 1944 · 1945 · 1946 · 1947 · 1948 · 1949 · 1950 · 1951 · 1952 · 1953 · 1954 · 1955 · 1956 · 1957 · 1958 · 1959 · 1960 · 1961 · 1962 · 1963 · 1964 · 1965 · 1966 · 1967 · 1968 · 1969 · 1970 · 1971 · 1972 · 1973 · 1974 · 1975 · 1976 · 1977 · 1978 · 1979 · 1980 · 1981 · 1982 · 1983 · 1984 · 1985 · 1986 · 1987 · 1988 · 1989 · 1990 · 1991 · 1992 · 1993 · 1994 · 1995 · 1996 · 1997 · 1998 · 1999 · 2000 · 2001 · 2002 · 2003 · 2004 · 2005 · 2006 · 2007 · 2008 · 2009 · 2010 · 2011 · 2012 · 2013 · 2014 · 2015 · 2016 · 2017 · 2018 · 2019 · 2020 · 2021 · 2022 · 2023
Nationale competities:
Albanië · Armenië · België · Bosnië en Herzegovina · Bulgarije · Cyprus · Denemarken · Duitsland · Engeland · Estland ('12 '13) · Faeröer ('12 '13) · Finland ('12 '13) · Frankrijk · Griekenland · Hongarije · Ierland ('12 '13) · IJsland ('12 '13) · Israël · Italië · Kazachstan ('12 '13) · Kroatië · Letland ('12 '13) · Litouwen ('12 '13) · Luxemburg · Montenegro · Nederland · Noorwegen ('12 '13) · Oekraïne · Oostenrijk · Polen · Portugal · Roemenië · Rusland · San Marino · Schotland · Servië · Slovenië · Slowakije · Spanje · Tsjechië · Turkije · Zweden · Zwitserland
Europese competities: Super Cup 2013 · Champions League · Europa League
Nationale competities:
Albanië · Andorra · Armenië · België · Bosnië en Herzegovina · Bulgarije · Cyprus · Denemarken · Duitsland · Engeland · Estland ('13 '14) · Faeröer ('13 '14) · Finland ('13 '14) · Frankrijk · Gibraltar · Griekenland · Hongarije · IJsland ('13 '14) · Ierland ('13 '14) · Israël · Italië · Kazachstan ('13 '14) · Kroatië · Letland ('13 '14) · Litouwen ('13 '14) · Luxemburg · Macedonië · Malta · Moldavië · Montenegro · Nederland · Noord-Ierland · Noorwegen ('13 '14) · Oekraïne · Oostenrijk · Polen · Portugal · Roemenië · Rusland · San Marino · Schotland · Servië · Slovenië · Slowakije · Spanje · Tsjechië · Turkije · Wales · Zweden · Zwitserland
Europese competities: Super Cup 2014 · Champions League · Europa League